# Arrhenothrix
Dacalana là một chi bướm ngày thuộc họ Lycaenidae.